# Solderen

Solderen

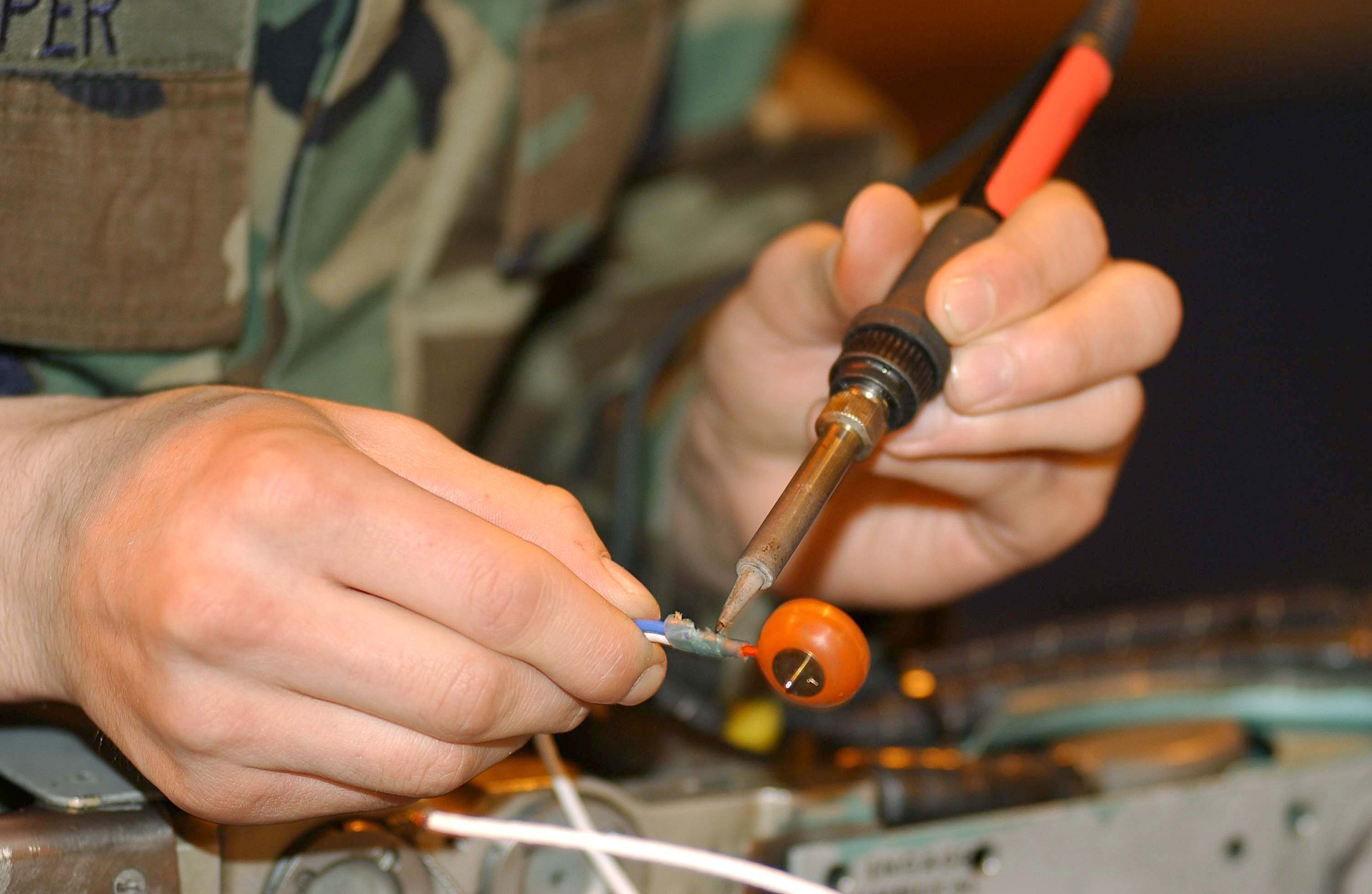
Met een soldeerbout wordt hier een gesoldeerde verbinding weer losgesmolten

Solderen is een techniek om metalen onderdelen met elkaar te verbinden door middel van een materiaal, meestal een metaallegering (het soldeer), met een lager smeltpunt dan de te verbinden delen. Het woord solderen is afkomstig van het Latijnse woord solidare ('vastmaken').

## Principe
De verbinding wordt tot stand gebracht door het soldeer te laten smelten en dit tussen de te solderen delen te laten vloeien. Bij solderen treedt oxidatie op. Daarom wordt een reducerend vloeimiddel gebruikt. Het soldeer kan allerlei vormen hebben, bijvoorbeeld een staaf, draad, korrel, poeder of pasta. Printplaten met elektronische onderdelen kunnen worden gesoldeerd met een golfsoldeerbad. In de glas- en porseleinindustrie en bij tandtechniek maakt men gebruik van glassolderen.
Het verschil met lassen is dat solderen wordt uitgevoerd bij een relatief lage temperatuur, waarbij het materiaal van het werkstuk niet smelt. Hierdoor is het ook beter mogelijk metalen met een verschillende samenstelling met elkaar te verbinden. Bij lassen is de temperatuur zo hoog dat naast de lasdraad of laselektrode het metaal langs de lasnaad van het werkstuk zelf ook vloeibaar wordt.

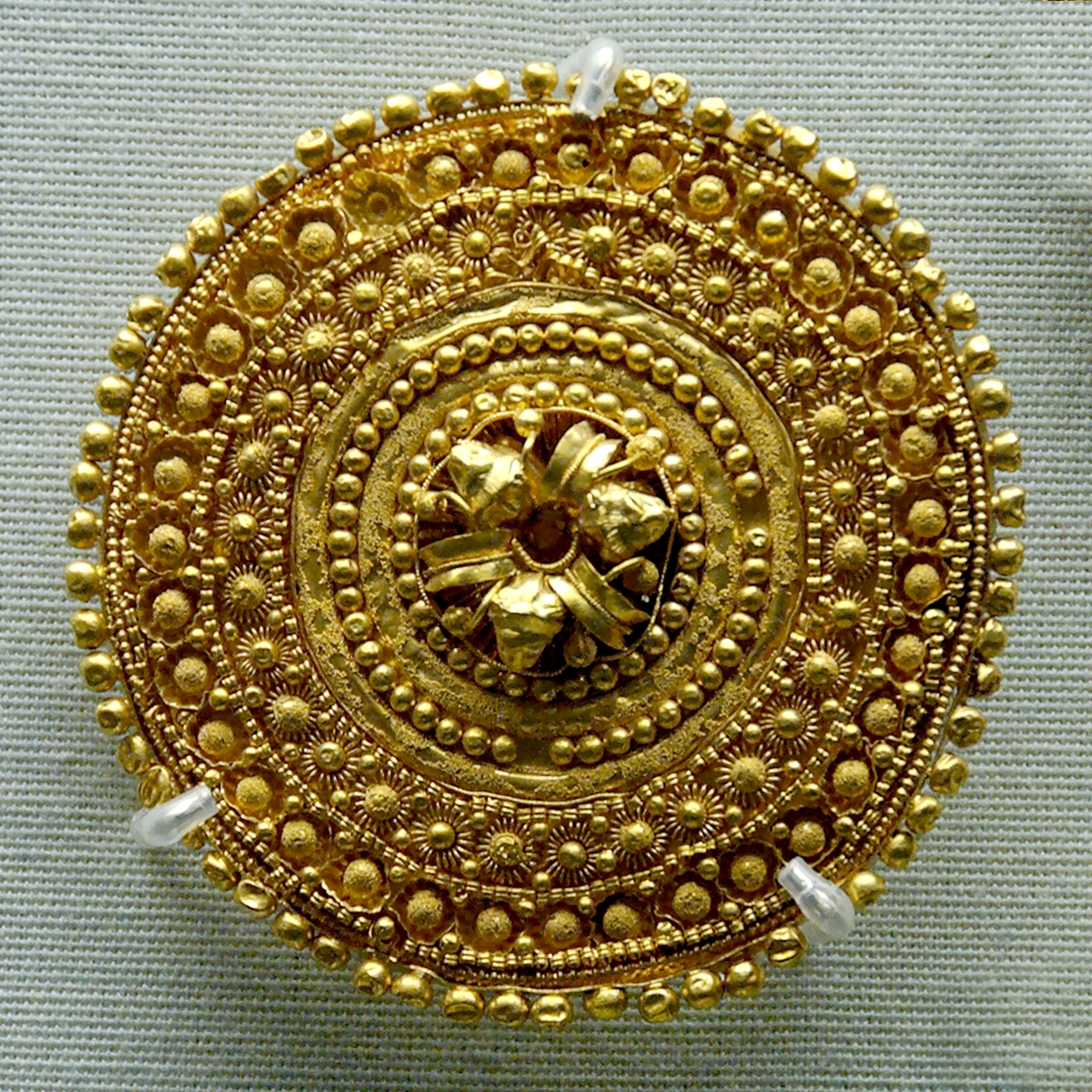
Etruskische oorbel (530-480 voor Chr.) waarop de granules (de bolletjes) met eutecticum gesoldeerd zijn. (British Museum, Londen)

## Solderen in de oudheid
De techniek van solderen is al oud. In Mesopotamië kende men reeds 5000 jaar geleden de techniek van het solderen.
Al sinds de Minoïsche beschaving wordt een speciale soldeertechniek toegepast, genaamd eutectisch solderen. In plaats van een soldeer te gebruiken, gebruikte men het eutectisch punt van (in dit geval) goud en koper. Het voornaamste bestanddeel hierbij is koperoxide. Dit werd met een organische stof (vaak werd hiervoor stijfsel gebruikt) gemengd en op de ondergrond aangebracht. Hierin bracht de edelsmid vervolgens de granules (de bolletjes) aan, waarna het geheel werd gedroogd en het werkstuk vervolgens in zijn geheel voorzichtig werd verhit. De koolstof in het stijfsel werkte als een reductor en het koperoxide werd omgezet in koper. Door het directe contact met het goud vormde zich op datzelfde moment een eutecticum: een legering met een lager smeltpunt dan dat van de samenstellende delen. Hierdoor smolten de granules aan het oppervlak vast zonder verder hun vorm te verliezen.

## Soldeertechnieken
De keuze van de methode hangt vooral af van het doel van de verbinding en enigszins van het materiaal dat gesoldeerd moet worden.
- Zachtsolderen: op relatief lage temperatuur (< 450 °C), met als soldeermateriaal legeringen gebaseerd op bijvoorbeeld: tin, koper en zilver in wisselende samenstellingen.
- Dompelsolderen: het dompelen van de onderkant van een printplaat in een soldeerbad.
- Golfsolderen: als dompelsolderen, alleen wordt er een golfje soldeer met een pompje omhooggewerkt in het soldeerbad.
- Hardsolderen: op hogere temperatuur (> 450 °C), met als soldeermateriaal legeringen gebaseerd op bijvoorbeeld: aluminium, silicium, koper, zink en zilver.
- Inductiesolderen: de warmte wordt opgewekt in het voorwerp zelf door een spoel waarin een (hoogfrequent) ompolend magnetisch/elektrisch veld wordt opgewekt. Het te solderen object bevindt zich in de spoel.
- Lasersolderen: solderen met behulp van een laser bij relatief lage temperaturen (rond de 450 °C).[2]
- Ultrasoonsolderen: het te solderen voorwerp wordt met ultrasoongolven verwarmd.
- Oven- en hogetemperatuursolderen: hard-, zacht- of hogetemperatuursolderen in een oven. Als dit onder vacuüm gebeurt heet dit vacuümsolderen.
- Zoutbadsolderen: solderen in een verhit zoutbad. Deze techniek wordt vooral toegepast bij aluminiumverbindingen maar kan ook bij messingsolderen van staal worden toegepast. Aluminium oxideert aan de lucht en kan daardoor alleen in vacuüm of in een vloeistof gesoldeerd worden.
- Weerstandsolderen: solderen met een koolstofstaaf, die op een stroomkring is aangesloten; de weerstand van de  koolstofpunt zorgt voor de verwarming.
- Plasma- of boogsoldeerlassen: met een lasdraad lassen die een lager smeltpunt heeft dan de te solderen materialen; het te solderen/lassen materiaal smelt niet.
- Glassolderen: een techniek om porselein, glas of een keramisch materiaal aan elkaar te verbinden met behulp van glassoldeer.

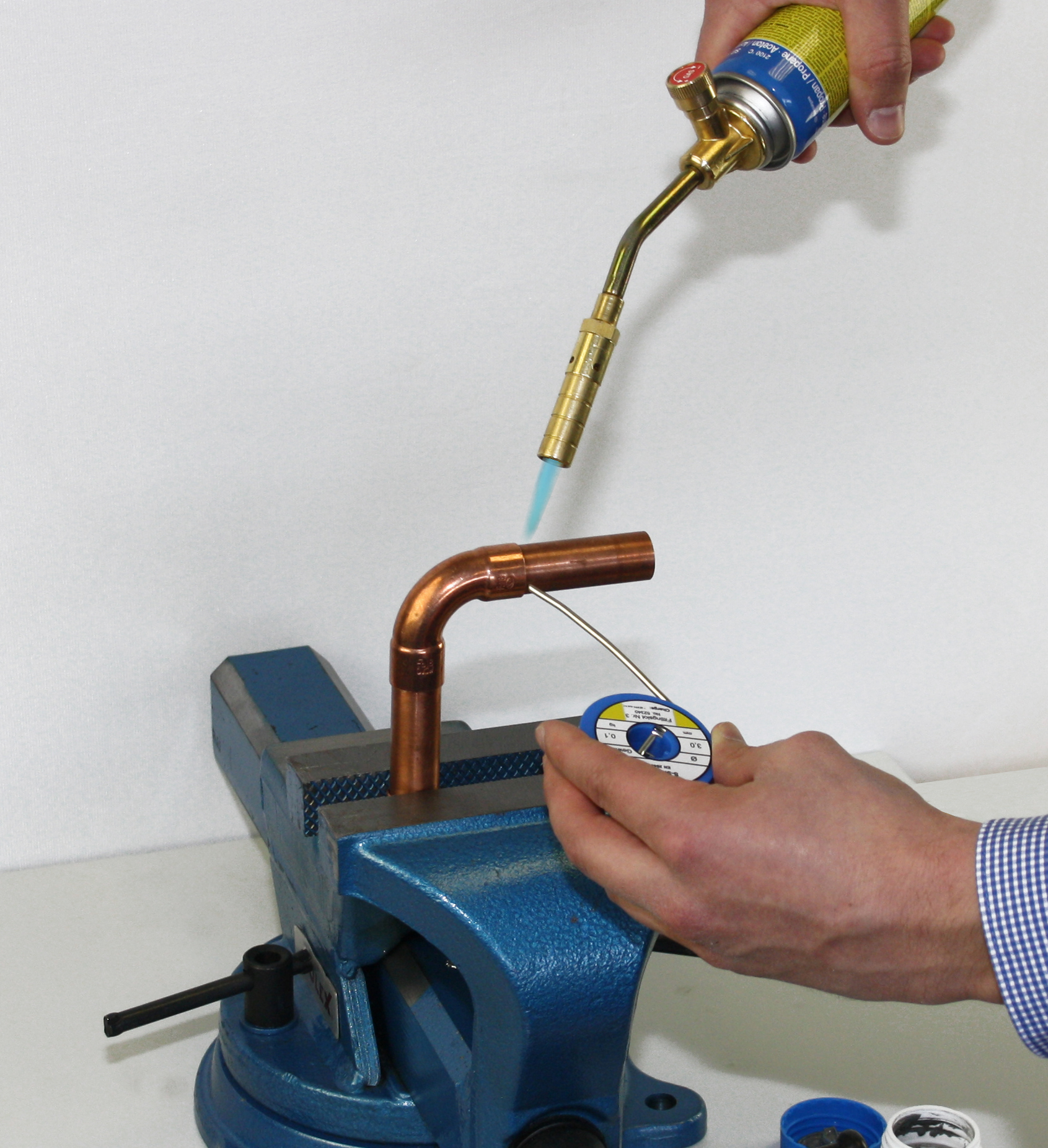
Zachtsolderen met behulp van een soldeerbrander

Een weerstand gesoldeerd op een printplaat op de klassieke wijze

### Zachtsolderen
Zachtsolderen wordt meestal uitgevoerd met een soldeerbout, maar voor constructiedoeleinden ook met een soldeerbrander. Bij zachtsolderen gebruikte men vroeger als soldeermiddel soldeertin, een tinlegering waar ook lood in zat. Vanaf 1 juli 2006 is het volgens de RoHS, de Europese richtlijn voor het beperken van het gebruik van bepaalde gevaarlĳke stoffen in elektrische en elektronische apparatuur, verboden om in consumentenproducten soldeermiddelen te gebruiken die lood bevatten. Het nadeel van loodvrij soldeer is dat de verwerkingstemperatuur ongeveer 40 °C hoger is. De las is dof in tegenstelling tot loodhoudend soldeer. Bij loodhoudend soldeer is een las dof als er sprake is van een zogenaamde koudlas - de te solderen delen werden bewogen terwijl het soldeer aan het stollen was.

Bij het solderen met een soldeerbrander dient vóór het solderen een vloeimiddel te worden toegevoegd dat corrosie voorkomt.  Vroeger gebruikte men bij het solderen van bijvoorbeeld koperen waterleidingen S-39 of een ander, op zoutzuur gebaseerd, middel. Het gebruik van deze middelen is tegenwoordig bij het solderen van waterleidingen echter niet meer toegestaan. Tegenwoordig gebruikt men daarvoor een zuurvrij vloeimiddel.
De te solderen vlakken dienen goed gereinigd te worden, waarna de vlakken worden ingesmeerd met een vloeimiddel (flux) dat het uitvloeien van het soldeermiddel bevordert en tussentijdse oxidatie van de soldeervlakken tegengaat. Voor verbindingen zoals in de elektronica en elektrotechniek, is er soldeertin, uitgevoerd als draad met een harskern. Deze hars zorgt ervoor dat de te solderen oppervlakken ontdaan worden van oxiden, zodat het soldeer goed vloeit. 
Tijdens de klassieke fabricage van printplaten werden alle componenten door gaatjes in de printplaat gestoken van de componentzijde naar de soldeerzijde. De componenten werden dan een voor een aan de onderzijde van de print vastgesoldeerd op de uiteinde van de koperbanen.
Aan de tip van een hete soldeerbout kan zich zo nu en dan te veel soldeertin hechten in de vorm van een druppel. Dit maakt het solderen van kleine onderdelen moeilijk. Het is dan zaak deze druppel te verwijderen. Dit kan op verschillende manieren gedaan worden, maar simpelweg aftikken in een opvangbakje is het snelste. Ook kan men de punt schoonmaken met behulp van een lichtvochtige spons of doek; het voordeel is dat hiermee ook verbrande vloeimiddelresten worden weggenomen.
Zachtsolderen wordt ook toegepast bij het solderen van glas-in-loodramen en het solderen van orgelpijpen. Vroeger gebeurde dit met loodhoudend soldeer maar tegenwoordig wordt loodvrij soldeertin gebruikt.

### Dompelsolderen en golfsolderen
Eigenlijk zijn dit bijna dezelfde technieken. Dompelsolderen is een soldeermethode waarbij een printplaat waarop componenten zoals transistoren, weerstanden en condensatoren door de in de printplaat geboorde gaatjes gestoken zijn enige tijd met de onderkant in een soldeerbad gedompeld wordt. Bij golfsolderen blijft de printplaat net boven de oppervlakte van het soldeerbad en wordt er met een pompje een golfje in het soldeerbad veroorzaakt wat de printplaat van onderen raakt. 
Met deze technieken kan machinaal gesoldeerd worden door de print in één keer door een bad met soldeertin te halen. Men hoeft niet meer zoals vroeger las voor las te maken. Tegenwoordig past men vrijwel uitsluitend Surface Mounted Device oftewel SMD-techniek toe. In plaats van solderen wordt hier ook wel gebruikgemaakt van elektrisch geleidende lijmsoorten. De meeste printplaten zijn tweezijdig, waardoor om beurten de boven- en onderkant door het soldeerbad gehaald moeten worden.

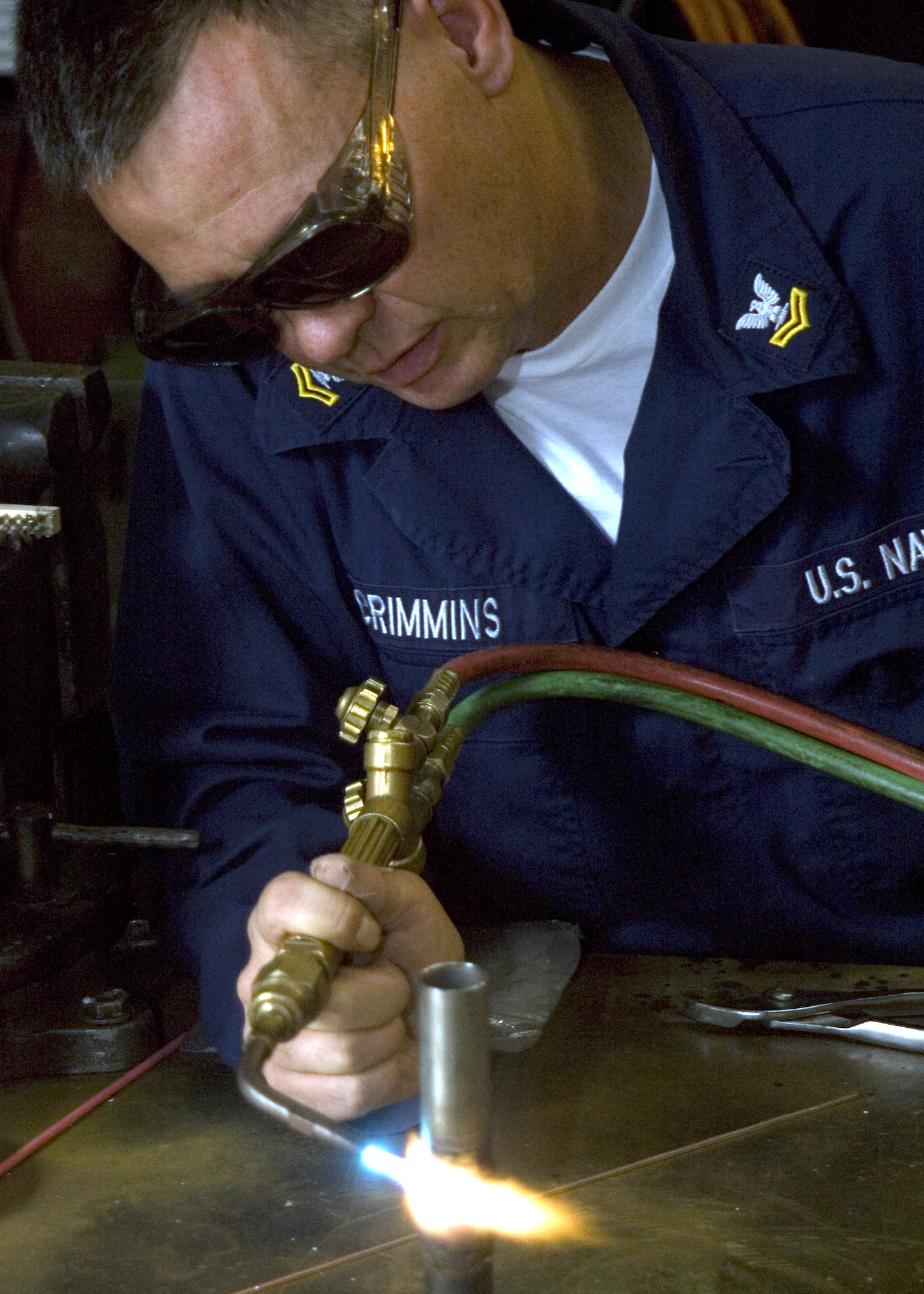
Hardsolderen

### Hardsolderen
Men spreekt van hardsolderen (ook braseren genoemd) als er gesoldeerd wordt bij een temperatuur boven 450 °C. Bij hardsolderen wordt vaak gebruik gemaakt van een brander. Dit kan bij tinlegeringen met een simpele butaanbrander. Bij hardsolderen met een messing-, zilver- of aluminiumlegering gebruikt men een butaangas/zuurstof of een acetyleen/zuurstofbrander. Ook met bijvoorbeeld inductiesolderen kan worden hardgesoldeerd. Bij messingsoldeer wordt als vloeimiddel een omhulsel van flux (een witachtig poeder) gebruikt. De keuze voor het gebruikte soldeer wordt vooral bepaald door de te verbinden materialen. Wil men twee koperen delen met elkaar verbinden, dan kiest men gewoonlijk voor een soldeer dat hoofdzakelijk uit koper bestaat, met zilver en fosfor als toegevoegde legeringselementen. Een voordeel van dit soldeer is dat het zelffluxerend is, dit wil zeggen dat er geen extra flux hoeft te worden toegevoegd. Wil men twee stalen delen solderen, dan kiest men gewoonlijk voor messing. Is een van de delen van roestvast staal, dan kiest men voor zilversoldeer. Hiervan is de prijs vele malen hoger, afhankelijk van het zilvergehalte. Bij laagsmeltend soldeer (circa 620 °C) kan dat 55-60% zijn. Voor 2012 gebruikte men vaak cadmium in deze soldeerlegeringen, maar tegenwoordig is dat verboden vanwege de giftigheid van dit materiaal. Men dient bij solderen met een goede afzuiging te werken, want de dampen van de flux zijn schadelijk.

### Inductiesolderen
De warmte wordt opgewekt in het voorwerp zelf via Inductieverhitting. Een spoel waarin een (hoogfrequent) ompolend magnetisch/elektrisch veld wordt opgewekt, induceert wervelstromen in het te solderen object wat zich binnen de spoel bevindt. Deze wervelstromen worden vervolgens, door de elektrische weerstand van het materiaal, omgezet in warmte.

### Ultrasoonsolderen
Het te solderen voorwerp wordt in zijn geheel met ultrasoontrillingen verhit.

### Oven- en hogetemperatuursolderen
Bij ovensolderen wordt het te solderen voorwerp in zijn geheel in een oven verwarmd, nadat het van soldeer en eventueel van een vloeimiddel (flux) is voorzien. De oven kan met gas, stookolie of elektriciteit verwarmd worden. Deze techniek kan zowel ingezet worden voor zacht-, hard- en hoge temperatuursolderen. Door de gelijkmatige verwarming van het te solderen voorwerp vervormt het materiaal weinig. Deze techniek wordt industrieel gebruikt.
Bij hogetemperatuursolderen wordt het te solderen voorwerp in een oven met een temperatuur tussen de 800 °C en 1300 °C geplaatst. De zo gemaakte verbindingen zijn sterker dan bij hard- of zachtsolderen. Er wordt geen vloeimiddel gebruikt maar een reducerend gas, of er heerst een vacuüm om oxidatie te voorkomen. Het voordeel van deze techniek is dat er geen resten achterblijven van het vloeimiddel. Het hogetemperatuursolderen onder vacuüm wordt vacuümsolderen genoemd. Deze soldeertechniek wordt onder andere in de vliegtuigindustrie toegepast.
Indien een oven van een elektrisch verhittingselement is voorzien dat infrarood (warmte) straling afgeeft, spreekt men van infraroodsolderen.

### Zoutbadsolderen
Bij deze techniek wordt een verwarmd zoutbad gebruikt. Het te solderen voorwerp wordt eerst in een oven verwarmd tot een temperatuur net onder het smeltpunt van het soldeer. Vervolgens wordt het te solderen voorwerp van soldeer en vloeimiddel voorzien en ondergedompeld in het zoutbad. Door het zoutbad wordt het smeltpunt van de soldeer verlaagd en smelt de soldeer. Na het solderen wordt het werkstuk afgekoeld in een bak met water. Het zout in het zoutbad werkt tevens als reductor.

### Weerstandsolderen
Weerstandsolderen is een techniek die voornamelijk in de modelbouw wordt toegepast. Apparatuur is te koop maar wordt ook veel zelf gebouwd. Het voordeel is dat de verwarming zeer plaatselijk is en de soldeerlas nauwelijks zichtbaar. Verwarming vindt plaats door middel van een koolstofstaaf waardoor een grote stroom bij een lage spanning wordt gestuurd wordt zodra de koolstofstaaf met de punt tegen het te solderen voorwerp wordt gehouden. Het te solderen voorwerp is aan de ene pool van de stroomkring bevestigd, de koolstaaf aan de andere. Men gebruikt een regelbare transformator om de stroom en dus de temperatuur te regelen.  De gebruikte spanning ligt tussen de 6 en 12 volt. Bij bijvoorbeeld een spanning van 6 volt en stroom van 15 ampère zal men zal men 90 watt soldeervermogen hebben. Het soldeertin wordt als pasta of kleine stukjes soldeer met een vloeimiddel van tevoren op het te solderen voorwerp aangebracht.

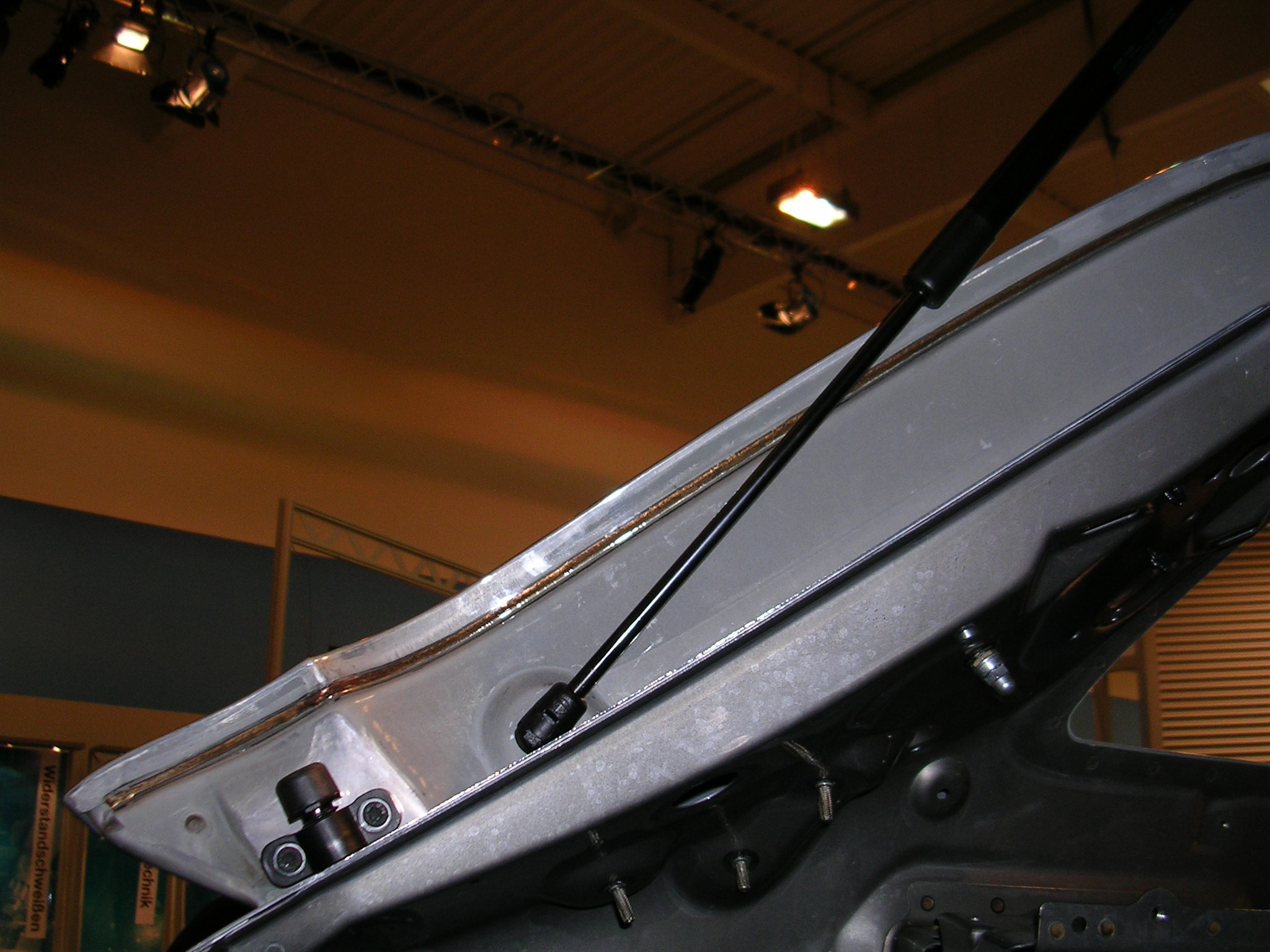
Plasmasoldeerlas aan de achterklep van een Audi A3 Sportback

### Plasma- of boogsoldeerlassen
Bij plasmasoldeerlassen wordt een lasdraad gebruikt met een lager smeltpunt dan de te verbinden voorwerpen. De te verbinden delen smelten niet. Zoals de naam al doet vermoeden wordt er bij plasmasoldeerlassen gebruikgemaakt van een plasma. Het plasma wordt gevormd door een hoge elektrische spanning te creëren tussen een elektrode (lasdraad) en het werkstuk. Hierlangs wordt een inert gas gevoerd. Door het potentiaalverschil wordt het gas elektrisch geleidend en ontstaat er een plasmaboog tussen elektrode en werkstuk. De boog moet beschermd worden tegen de invloeden van buiten af. Dit gebeurt door middel van een beschermgas.

### Glassolderen
Glassolderen is een soldeertechniek om delen glas, porselein of keramiek met elkaar te verbinden. Als soldeer wordt een fijn poeder van gemalen glas gebruikt dat tot een pasta verwerkt is. Bij simpele glassoldeersoorten wordt het glaspoeder met water of alcohol vermengd. Bij glassoldeer voor specifieke toepassingen worden oplosmiddelen met een bindmiddel gebruikt. Glassolderen wordt onder andere toegepast bij het afdichten van vacuümfluorescentiedisplays en bij het verbinden van elementen van porseleinen tandheelkundige bruggen. Het werd ook toegepast bij de fabricage van kwikthermometers. De soldeertemperatuur voor glassolderen ligt tussen de 400 en 800 °C.